# Presentacions de Luxemburg per a l'Oscar a la millor pel·lícula de parla no anglesa
El Gran Ducat de Luxemburg ha presentat pel·lícules per l'Oscar a la millor pel·lícula de parla no anglesa des de 1997. El premi es lliura anualment per l'Acadèmia de les Arts i les Ciències Cinematogràfiques dels Estats Units per a un llargmetratge produït fora dels Estats Units, del diàleg del qual no és principalment en anglès. Fins al 2015 es van presentar dotze pel·lícules luxemburgueses per a l'Oscar a la millor pel·lícula de parla no anglesa. Deu d'aquestes pel·lícules han estat acceptades a consideració, però cap encara ha estat nomenada per al premi.

## Presentacions
L'Acadèmia de les Arts i les Ciències ha convidat a les indústries del cinema de diversos països a presentar la seva millor pel·lícula per l'Oscar a la millor pel·lícula de parla no anglesa des de 1956. El Comitè del premi supervisa el procés i revisa totes les pel·lícules presentades. Després, voten secretament per determinar els cinc nominats del premi. A continuació es mostra una llista de les pel·lícules que Luxemburg ha presentat per ser revisades per l'Acadèmia per al premi.
| Any (cerimònia) | Títol presentat               | Títol original                      | Llengües                       | Director                               | Resultat       |
| --------------- | ----------------------------- | ----------------------------------- | ------------------------------ | -------------------------------------- | -------------- |
| 1997 (70a)      | Women                         | Elles                               | Francès, portuguès             | Luís Galvão Teles                      | No nominada    |
| 1998 (71a)      | Back in Trouble               | Back in Trouble                     | Luxemburguès, alemany          | Andy Bausch                            | No nominada    |
| 2002 (75a)      | Dead Man's Hand               | Petites misères                     | Francès                        | Philippe Boon i Laurent Brandenbourger | No nominada    |
| 2003 (76a)      | I Always Wanted to Be a Saint | J'ai toujours voulu être une sainte | Francès                        | Geneviève Mersch                       | No nominada    |
| 2005 (78a)      | Renart the Fox                | Le Roman de Renart                  | Francès                        | Thierry Schiel                         | No nominada    |
| 2006 (79a)      | Your Name Is Justine          | Masz na imię Justine                | Polonès, anglès                | Franco de Pena                         | Desqualificada |
| 2007 (80a)      | Little Secrets                | Perl oder Pica                      | Luxemburguès                   | Pol Cruchten                           | No nominada    |
| 2008 (81a)      | Nuits d'Arabie                | Nuits d'Arabie                      | Francès, àrab                  | Paul Kieffer                           | No nominada    |
| 2009 (82nd)     | Refractaire                   | Réfractaire                         | Francès                        | Nicolas Steil                          | No nominada    |
| 2013 (86a)      | Blind Spot                    | Doudege Wénkel                      | Luxemburguès                   | Christophe Wagner                      | No nominada    |
| 2014 (87a)      | Never Die Young               | Never Die Young                     | Francès                        | Pol Cruchten                           | No nominada    |
| 2015 (88a)      | Baby(a)lone                   | Baby(a)lone                         | Luxemburguès                   | Donato Rotunno                         | No nominada    |
| 2016 (89a)      | Voices from Chernobyl         | La supplication                     | Francès                        | Pol Cruchten                           | No nominada    |
| 2017 (90a)      | Barrage                       | Barrage                             | Francès                        | Laura Schroeder                        | No nominada    |
| 2018 (91a)      | Gutland                       | Gutland                             | Luxemburguès i alemany         | Govinda Van Maele                      | No nominada    |
| 2019 (92a)      | Tel Aviv on Fire              | תל אביב על האש                      | Hebreu i àrab                  | Sameh Zoabi                            | No nominada    |
| 2020 (93a)      | River Tales                   | Cuentos del río                     | Espanyol                       | Julie Schroell                         | No nominada    |
| 2021 (94a)      | Io sto bene                   | Io sto bene                         | Italià, francès i luxemburguès | Donato Rotunno                         | No nominada    |
| 2022 (95a)      | Icarus                        | Icare                               | Francès                        | Carlo Vogele                           | No nominada    |
| 2023 (96a)      | The Last Ashes                | Läif a Séil                         | Luxemburguès                   | Plantilla:Sort name                    | No nominada    |

A causa de la mida petita de Luxemburg, moltes de les pel·lícules presentades van ser coproduccions amb països veïns. L'Acadèmia va desqualificar Masz na imię Justine (2006), amb el motiu que Luxemburg no tenia prou control artístic sobre aquesta pel·lícula, dirigida per un director veneçolà, situada a Polònia i a Alemanya, finançada principalment per Luxemburg, i gravada majoritàriament en polonès i anglès. Originalment es va considerar que la pel·lícula representés Polònia, però no va ser seleccionada entre les quatre pel·lícules que representarien Polònia i, conseqüentment, va ser presentada infructuosament per Luxemburg.
La primera proposta de Luxemburg, Elles (1997), també va estar a cavall de les directrius de nacionalitat. Dirigida per un portuguès i situada a Lisboa, la pel·lícula era sobretot en francès i va comptar amb un variat elenc principal de França, Portugal, Espanya, Suïssa i els EUA, però no de Luxemburg. Petites misères (2002) comptava amb una producció luxemburguesa minoritària i va representar Bèlgica en diversos festivals de cinema. Totes les altres pel·lícules van ser dirigides per directors luxemburguesos.
De les nou presentacions acceptades de Luxemburg, duess eren comèdies lleugeres (1998 i 2002), dues eren drames contemporanis (1997 i 2003), una pel·lícula d'animació (2005), un thriller (2008), un drama policíac (2013) i dos drames d'època de la dècada de 1940 (2009) i 1960 (2007).